# Eteone spilotus
Eteone spilotus är en ringmaskart som beskrevs av Kravitz och Jones 1979. Eteone spilotus ingår i släktet Eteone och familjen Phyllodocidae. Inga underarter finns listade i Catalogue of Life.